# 13406 Sekora
13406 Sekora este un asteroid din centura principală de asteroizi.

## Descriere
13406 Sekora este un asteroid din centura principală de asteroizi. A fost descoperit pe 2 octombrie 1999 la Observatorul din Ondřejov de Lenka Šarounová. Asteroidul prezintă o orbită caracterizată de o semiaxă mare de 2,74 ua, o excentricitate de 0,17 și o înclinație de 12,4° în raport cu ecliptica.